# Course en ligne féminine de cyclisme sur route aux Jeux olympiques d'été de 2024
Cet article traite de l'épreuve féminine. Pour la compétition masculine, voir Course en ligne masculine de cyclisme sur route aux Jeux olympiques d'été de 2024.
Navigation
Tokyo 2020 Los Angeles 2028
La course en ligne féminine de cyclisme sur route aux Jeux olympiques d'été de 2024 a lieu le 4 août 2024 à Paris. Le départ et l'arrivée ont lieu au pont d'Iéna.

## Médaillées
| Or                     | Argent             | Bronze              |
| Kristen Faulkner (USA) | Marianne Vos (NED) | Lotte Kopecky (BEL) |

## Présentation

### Parcours
Le tracé aurait fuité sur Twitter et a été repris par de nombreux médias avant de faire l'objet d'un démenti de l'organisation de Paris 2024 : il s'agissait d'un circuit de 22 kilomètres de long avec deux petites bosses de un kilomètres chacune à la butte Montmartre et au Pré-Saint-Gervais, avec une arrivée sur l'avenue des Champs-Élysées . 
Le trajet réel est révélé le 4 juillet 2023. Il est d'une longueur de 158 km. Après un défilé de 5 km à partir du Trocadéro à Paris, le départ réel de la course a lieu rue Gay-Lussac dans le Quartier latin, puis les cyclistes passent par la vallée de Chevreuse, avant d'entamer un circuit final du côté de la butte Montmartre et d'arriver sur le pont d'Iéna à côté de la tour Eiffel. Les difficultés du trajet tiennent aux nombreux reliefs présents dans la vallée de Chevreuse ainsi qu'aux rues pavées et sinueuses de la butte Montmartre. 

### Qualification
92 places sont attribuées pour la compétition,.
| Équipes nationales (56)- Autriche - Belgique - Pays-Bas - Italie - Pologne - France - Australie - Suisse - Grande-Bretagne - États-Unis - Espagne - Allemagne - Danemark - Nouvelle-Zélande - Canada - Cuba - Afrique du Sud - Finlande - Norvège - Colombie - Luxembourg - Ouzbekistan - Maurice - Chili - Chine - Slovénie - Irlande - Tchéquie - Hong Kong - Chypre - Thaïlande - Brésil - Ukraine - Suède - Corée du Sud - Hongrie - Algérie - Serbie - Mexique - Japon - Lituanie - Slovaquie - Viêt Nam - Portugal - Namibie - Lettonie - Émirats arabes unis - Israël - Costa Rica - Malaisie - Nigeria - Burkina Faso - Afghanistan - Rwanda - Athlètes individuels neutres - Réfugiés |
| |

## Déroulement de la course
La météo est chaude. Awa Bamogo est la première échappée. Elle est reprise dans la première côte, Nora Jencusova contre. Plus loin un groupe avec : Yulduz Hashimi, Fariba Hashimi, Thi That Nguyen, Rotem Gafinovitz et Hanna Tserakh se forme. À cent dix kilomètres de la ligne, il revient sur Jencusova. Leur avantage atteint six minutes. Le peloton est mené par la Belgique et les Pays-Bas. Dans une des difficultés suivantes, Olga Zabelinskaïa part en poursuite, mais ne parvient pas à revenir. Peu avant l'arrivée sur le circuit, Mavi Garcia passe à l'offensive. Elle est imitée par Anna Henderson puis Lizzie Deignan, mais le peloton reste groupé, bien que ces accélérations provoquent une sélection. Henderson retente ensuite, puis c'est au tour de Marianne Vos, puis Alison Jackson et Megan Armitage. Le peloton reste uni. Dans l'ascension de la Butte Montmartre, le groupe d'échappées se disloque avec Fariba Hashimi et Hannah Tserakh devant. 
Derrière, Chloé Dygert chute peu avant la montée. Cela piège plusieurs favorites telle que Lotte Kopecky, Lorena Wiebes et Demi Vollering. Dans la montée, Mavi Garcia attaque. Un groupe de dix se forme avec : Lizzie Deignan, Anna Henderson, Pfeiffer Georgi, Marianne Vos, Elisa Longo Borghini, Liane Lippert, Noemi Rüegg, Kristen Faulkner, Marta Lach et Blanka Vas. Lotte Kopecky revient rapidement sur la tête. Par contre, Demi Vollering tente de ramener Wiebes, mais cela s'avère vain.
Dans la seconde montée de la butte, Henderson accélère, mais Garcia la reprend. Ensuite, Georgi contre, mais Kopecky est vigilante. Après un moment de flottement, à vingt kilomètres du but, Deignan est la suivante à attaquer. Elle est rapidement rejointe par Vos et Vas qui la distancent peu après. Ce duo a quarante secondes d'avance à quinze kilomètres de la fin. La chasse s'organise néanmoins et dans la troisième ascension vers Montmartre, Faulkner sort avec Kopecky dans la roue. Les deux duos sont distants de quelques secondes au sommet. La jonction a lieu à trois kilomètres et demi du but. Faulkner attaque immédiatement. Les trois autres s'observent et Faulkner n'est plus reprise. Derrière, Vos devance Kopecky au sprint.

## Résultats détaillés

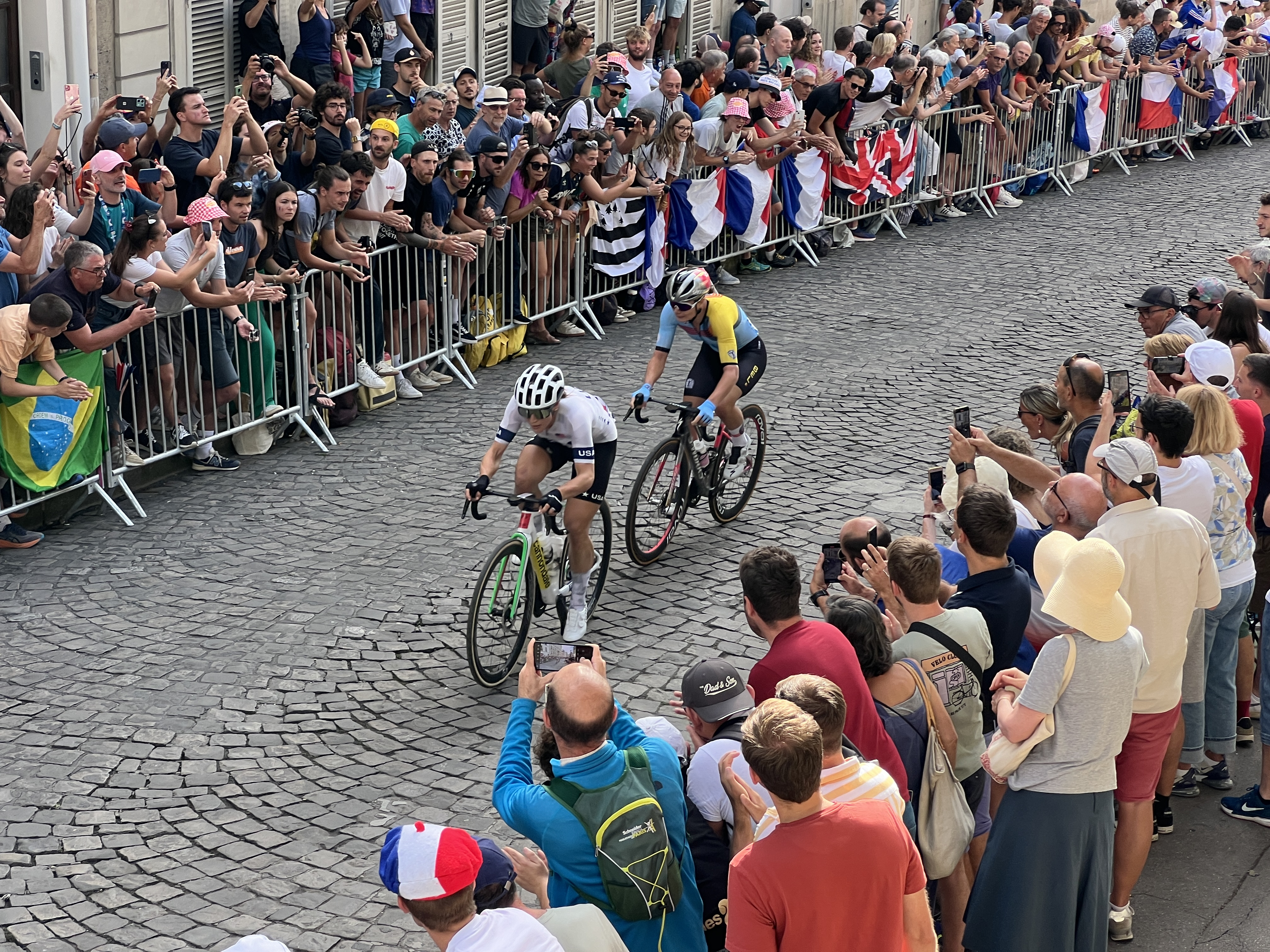
Kristen Faulkner (1re) et Lotte Kopecky (3e) dans la rue Lepic à Paris.

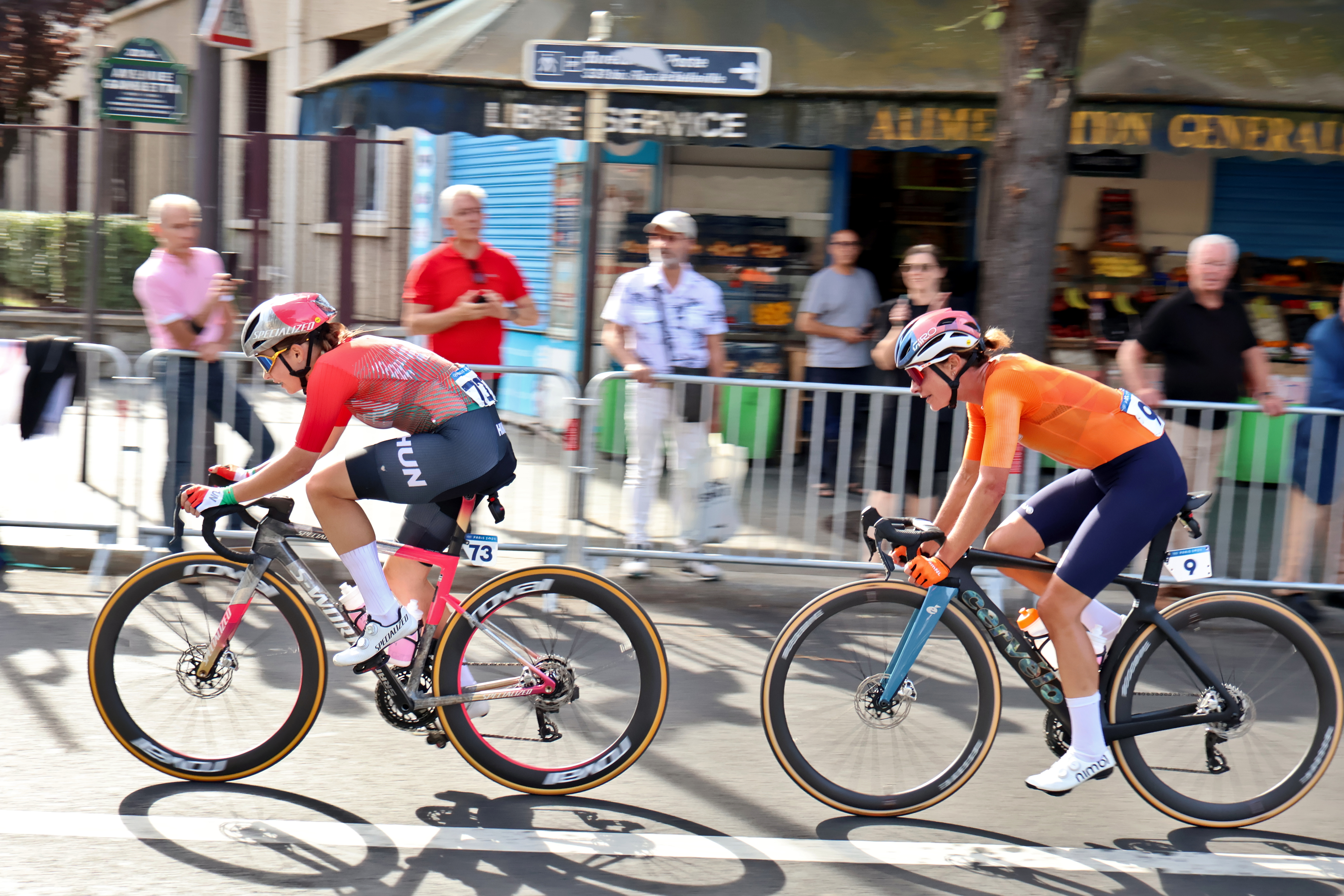
Blanka Vas (4e), suivie de Marianne Vos (2e), sur l'avenue Gambetta à Paris.

| Rang                                | Cycliste                     | Pays                          | Temps           |
| ----------------------------------- | ---------------------------- | ----------------------------- | --------------- |
| Médaille d'or, Jeux olympiques      | Kristen Faulkner             | États-Unis                    | 3 h 59 min 23 s |
| Médaille d'argent, Jeux olympiques  | Marianne Vos                 | Pays-Bas                      | + 58 s          |
| Médaille de bronze, Jeux olympiques | Lotte Kopecky                | Belgique                      | + 58 s          |
| 4                                   | Blanka Vas                   | Hongrie                       | + 58 s          |
| 5                                   | Pfeiffer Georgi              | Grande-Bretagne               | + 1 min 21 s    |
| 6                                   | Mavi García                  | Espagne                       | + 1 min 23 s    |
| 7                                   | Noemi Rüegg                  | Suisse                        | + 2 min 4 s     |
| 8                                   | Katarzyna Niewiadoma         | Pologne                       | + 2 min 44 s    |
| 9                                   | Elisa Longo Borghini         | Italie                        | + 3 min 5 s     |
| 10                                  | Marta Lach                   | Pologne                       | + 3 min 27 s    |
| 11                                  | Lorena Wiebes                | Pays-Bas                      | + 3 min 31 s    |
| 12                                  | Lizzie Deignan               | Grande-Bretagne               | + 3 min 34 s    |
| 13                                  | Anna Henderson               | Grande-Bretagne               | + 3 min 34 s    |
| 14                                  | Caroline Andersson           | Suède                         | + 3 min 34 s    |
| 15                                  | Chloé Dygert                 | États-Unis                    | + 3 min 40 s    |
| 16                                  | Liane Lippert                | Allemagne                     | + 4 min 4 s     |
| 17                                  | Christine Majerus            | Luxembourg                    | + 5 min 0 s     |
| 18                                  | Elise Chabbey                | Suisse                        | + 5 min 0 s     |
| 19                                  | Alison Jackson               | Canada                        | + 5 min 0 s     |
| 20                                  | Rasa Leleivytė               | Lituanie                      | + 5 min 0 s     |
| 21                                  | Ingvild Gåskjenn             | Norvège                       | + 5 min 0 s     |
| 22                                  | Lauretta Hanson              | Australie                     | + 5 min 0 s     |
| 23                                  | Grace Brown                  | Australie                     | + 5 min 0 s     |
| 24                                  | Justine Ghekiere             | Belgique                      | + 5 min 0 s     |
| 25                                  | Elena Cecchini               | Italie                        | + 5 min 0 s     |
| 26                                  | Eri Yonamine                 | Japon                         | + 5 min 0 s     |
| 27                                  | Victoire Berteau             | France                        | + 5 min 0 s     |
| 28                                  | Christina Schweinberger      | Autriche                      | + 5 min 0 s     |
| 29                                  | Cecilie Uttrup Ludwig        | Danemark                      | + 5 min 0 s     |
| 30                                  | Marte Berg Edseth            | Norvège                       | + 5 min 0 s     |
| 31                                  | Niamh Fisher-Black           | Nouvelle-Zélande              | + 5 min 0 s     |
| 32                                  | Antonia Niedermaier          | Allemagne                     | + 5 min 0 s     |
| 33                                  | Ashleigh Moolman             | Afrique du Sud                | + 5 min 0 s     |
| 34                                  | Demi Vollering               | Pays-Bas                      | + 5 min 0 s     |
| 35                                  | Megan Armitage               | Irlande                       | + 7 min 35 s    |
| 36                                  | Julia Kopecký                | Tchéquie                      | + 7 min 37 s    |
| 37                                  | Anniina Ahtosalo             | Finlande                      | + 7 min 41 s    |
| 38                                  | Audrey Cordon-Ragot          | France                        | + 7 min 41 s    |
| 39                                  | Ruby Roseman-Gannon          | Australie                     | + 7 min 49 s    |
| 40                                  | Franziska Koch               | Allemagne                     | + 7 min 53 s    |
| 41                                  | Daniela Campos               | Portugal                      | + 7 min 53 s    |
| 42                                  | Eugenia Bujak                | Slovénie                      | + 7 min 53 s    |
| 43                                  | Margot Vanpachtenbeke        | Belgique                      | + 7 min 53 s    |
| 44                                  | Olivia Baril                 | Canada                        | + 7 min 53 s    |
| 45                                  | Agnieszka Skalniak-Sójka     | Pologne                       | + 7 min 53 s    |
| 46                                  | Juliette Labous              | France                        | + 7 min 53 s    |
| 47                                  | Tamara Dronova               | Athlètes individuels neutres  | + 7 min 53 s    |
| 48                                  | Arlenis Sierra               | Cuba                          | + 7 min 53 s    |
| 49                                  | Emma Norsgaard               | Danemark                      | + 7 min 53 s    |
| 50                                  | Paula Patiño                 | Colombie                      | + 7 min 53 s    |
| 51                                  | Yanina Kuskova               | Ouzbékistan                   | + 7 min 53 s    |
| 52                                  | Anna Kiesenhofer             | Autriche                      | + 7 min 53 s    |
| 53                                  | Julie Van de Velde           | Belgique                      | + 7 min 58 s    |
| 54                                  | Elisa Balsamo                | Italie                        | + 8 min 16 s    |
| 55                                  | Silvia Persico               | Italie                        | + 8 min 16 s    |
| 56                                  | Kim Cadzow                   | Nouvelle-Zélande              | + 8 min 51 s    |
| 57                                  | Elena Hartmann               | Suisse                        | + 8 min 51 s    |
| 58                                  | Ellen van Dijk               | Pays-Bas                      | + 8 min 51 s    |
| 59                                  | Urša Pintar                  | Slovénie                      | + 8 min 51 s    |
| 60                                  | Catalina Soto                | Chili                         | + 10 min 26 s   |
| 61                                  | Hanna Tserakh                | Athlètes individuels neutres  | + 10 min 55 s   |
| 62                                  | Ántri Christofórou           | Chypre                        | + 10 min 57 s   |
| 63                                  | Mireia Benito                | Espagne                       | + 10 min 57 s   |
| 64                                  | Sze Wing Lee                 | Hong Kong                     | + 11 min 24 s   |
| 65                                  | Linda Zanetti                | Suisse                        | + 11 min 24 s   |
| 66                                  | Jelena Erić                  | Serbie                        | + 11 min 24 s   |
| 67                                  | Julia Biryukova              | Ukraine                       | + 11 min 24 s   |
| 68                                  | Vera Looser                  | Namibie                       | + 11 min 24 s   |
| 69                                  | Anastasia Carbonari          | Lettonie                      | + 11 min 24 s   |
| 70                                  | Olga Zabelinskaïa            | Ouzbékistan                   | + 11 min 24 s   |
| 71                                  | Nora Jenčušová               | Slovaquie                     | + 11 min 24 s   |
| 72                                  | Alena Ivanchenko             | Athlètes individuels neutres  | + 11 min 24 s   |
| 73                                  | Nguyễn Thị Thật              | Viêt Nam                      | + 11 min 24 s   |
| 74                                  | Ana Vitória Magalhães        | Brésil                        | + 11 min 24 s   |
| 75                                  | Fariba Hashimi               | Afghanistan                   | + 11 min 24 s   |
| 76                                  | Rebecca Koerner              | Danemark                      | + 12 min 59 s   |
| 77                                  | Rotem Gafinovitz             | Israël                        | + 14 min 19 s   |
| 78                                  | Phetdarin Somrat             | Thaïlande                     | + 14 min 19 s   |
| -                                   | Safia Al Sayegh              | Émirats arabes unis           | ABD             |
| -                                   | Awa Bamogo                   | Burkina Faso                  | ABD             |
| -                                   | Yulduz Hashimi               | Afghanistan                   | ABD             |
| -                                   | Nesrine Houili               | Algérie                       | ABD             |
| -                                   | Diane Ingabire               | Rwanda                        | ABD             |
| -                                   | Tiffany Keep                 | Afrique du Sud                | ABD             |
| -                                   | Kimberley Le Court de Billot | Maurice                       | ABD             |
| -                                   | Milagro Mena                 | Costa Rica                    | ABD             |
| -                                   | Song Min-ji                  | Corée du Sud                  | ABD             |
| -                                   | Nur Aisyah Mohamad Zubir     | Malaisie                      | ABD             |
| -                                   | Marcela Prieto               | Mexique                       | ABD             |
| -                                   | Xin Tang                     | Chine                         | ABD             |
| -                                   | Eyeru Tesfoam Gebru          | Équipe olympique des réfugiés | ABD             |
| -                                   | Ese Lovina Ukpeseraye        | Nigeria                       | ABD             |

## Liste des participantes

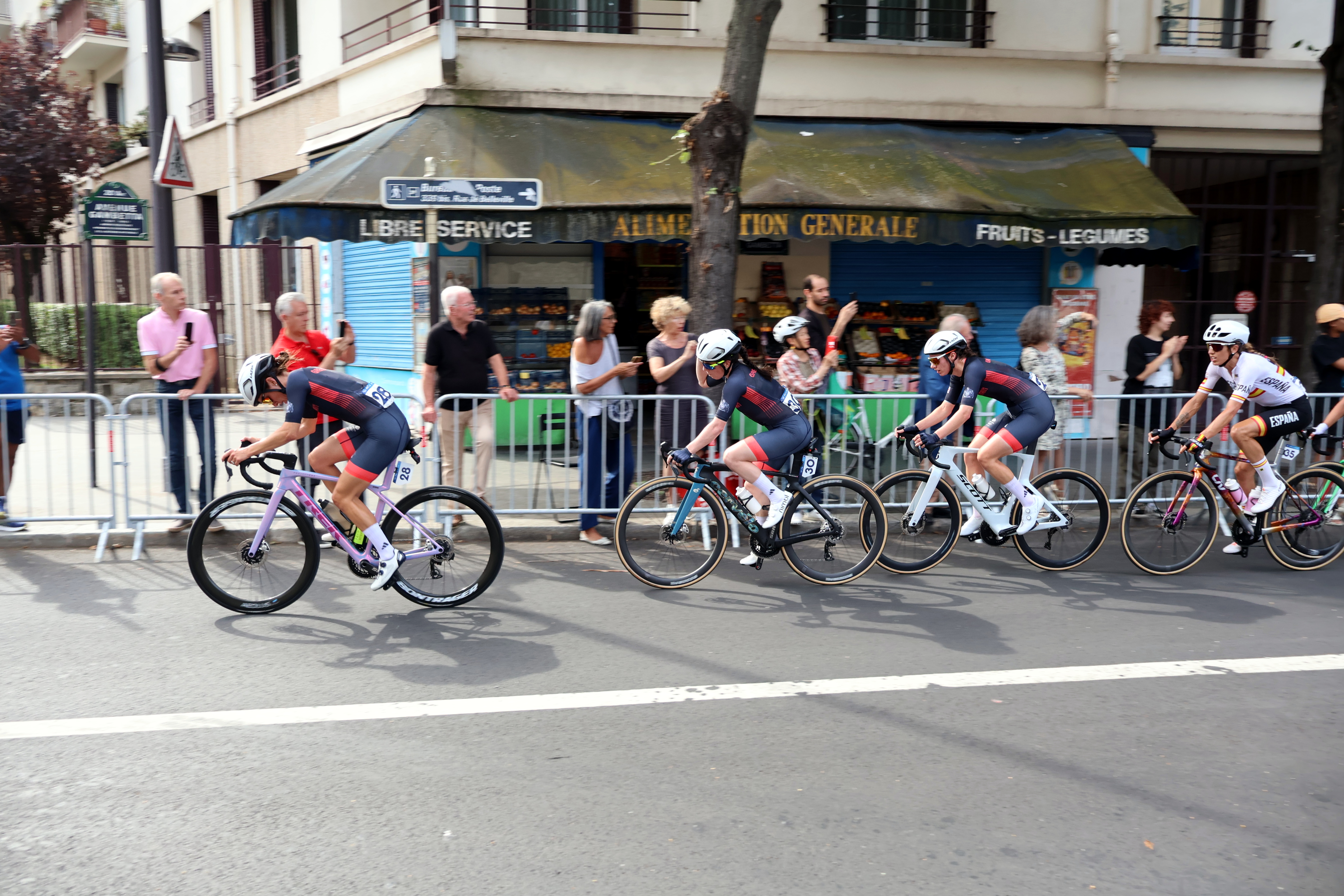
L'équipe de Grande-Bretagne.

| Autriche AUT | Autriche AUT            | Autriche AUT |
| ------------ | ----------------------- | ------------ |
| Num          | Coureuse                | Pos          |
| 1            | Anna Kiesenhofer        | 52e          |
| 2            | Christina Schweinberger | 28e          |

| Belgique BEL | Belgique BEL          | Belgique BEL |
| ------------ | --------------------- | ------------ |
| Num          | Coureuse              | Pos          |
| 3            | Lotte Kopecky         | 3e           |
| 4            | Justine Ghekiere      | 24e          |
| 5            | Julie Van de Velde    | 53e          |
| 6            | Margot Vanpachtenbeke | 43e          |

| Pays-Bas NED | Pays-Bas NED   | Pays-Bas NED |
| ------------ | -------------- | ------------ |
| Num          | Coureuse       | Pos          |
| 7            | Ellen van Dijk | 58e          |
| 8            | Demi Vollering | 34e          |
| 9            | Marianne Vos   | 2e           |
| 10           | Lorena Wiebes  | 11e          |

| Italie ITA | Italie ITA           | Italie ITA |
| ---------- | -------------------- | ---------- |
| Num        | Coureuse             | Pos        |
| 11         | Elisa Balsamo        | 54e        |
| 12         | Elena Cecchini       | 25e        |
| 13         | Elisa Longo Borghini | 9e         |
| 14         | Silvia Persico       | 55e        |

| Pologne POL | Pologne POL              | Pologne POL |
| ----------- | ------------------------ | ----------- |
| Num         | Coureuse                 | Pos         |
| 15          | Marta Lach               | 10e         |
| 16          | Katarzyna Niewiadoma     | 8e          |
| 17          | Agnieszka Skalniak-Sójka | 45e         |

| France FRA | France FRA          | France FRA |
| ---------- | ------------------- | ---------- |
| Num        | Coureuse            | Pos        |
| 18         | Victoire Berteau    | 27e        |
| 19         | Audrey Cordon-Ragot | 38e        |
| 20         | Juliette Labous     | 46e        |

| Australie AUS | Australie AUS       | Australie AUS |
| ------------- | ------------------- | ------------- |
| Num           | Coureuse            | Pos           |
| 21            | Grace Brown         | 23e           |
| 22            | Lauretta Hanson     | 22e           |
| 23            | Ruby Roseman-Gannon | 39e           |

| Suisse SUI | Suisse SUI     | Suisse SUI |
| ---------- | -------------- | ---------- |
| Num        | Coureuse       | Pos        |
| 24         | Elise Chabbey  | 18e        |
| 25         | Elena Hartmann | 57e        |
| 26         | Noemi Rüegg    | 7e         |
| 27         | Linda Zanetti  | 65e        |

| Grande-Bretagne GBR | Grande-Bretagne GBR | Grande-Bretagne GBR |
| ------------------- | ------------------- | ------------------- |
| Num                 | Coureuse            | Pos                 |
| 28                  | Lizzie Deignan      | 12e                 |
| 29                  | Pfeiffer Georgi     | 5e                  |
| 30                  | Anna Henderson      | 13e                 |

| États-Unis USA | États-Unis USA   | États-Unis USA |
| -------------- | ---------------- | -------------- |
| Num            | Coureuse         | Pos            |
| 32             | Chloé Dygert     | 15e            |
| 33             | Kristen Faulkner | 1re            |

| Espagne ESP | Espagne ESP   | Espagne ESP |
| ----------- | ------------- | ----------- |
| Num         | Coureuse      | Pos         |
| 34          | Mireia Benito | 63e         |
| 35          | Mavi García   | 6e          |

| Allemagne GER | Allemagne GER       | Allemagne GER |
| ------------- | ------------------- | ------------- |
| Num           | Coureuse            | Pos           |
| 36            | Franziska Koch      | 40e           |
| 37            | Liane Lippert       | 16e           |
| 38            | Antonia Niedermaier | 32e           |

| Danemark DEN | Danemark DEN          | Danemark DEN |
| ------------ | --------------------- | ------------ |
| Num          | Coureuse              | Pos          |
| 39           | Emma Norsgaard        | 49e          |
| 40           | Rebecca Koerner       | 76e          |
| 41           | Cecilie Uttrup Ludwig | 29e          |

| Nouvelle-Zélande NZL | Nouvelle-Zélande NZL | Nouvelle-Zélande NZL |
| -------------------- | -------------------- | -------------------- |
| Num                  | Coureuse             | Pos                  |
| 42                   | Kim Cadzow           | 56e                  |
| 43                   | Niamh Fisher-Black   | 31e                  |

| Canada CAN | Canada CAN     | Canada CAN |
| ---------- | -------------- | ---------- |
| Num        | Coureuse       | Pos        |
| 44         | Olivia Baril   | 44e        |
| 45         | Alison Jackson | 19e        |

| Cuba CUB | Cuba CUB       | Cuba CUB |
| -------- | -------------- | -------- |
| Num      | Coureuse       | Pos      |
| 46       | Arlenis Sierra | 48e      |

| Afrique du Sud RSA | Afrique du Sud RSA | Afrique du Sud RSA |
| ------------------ | ------------------ | ------------------ |
| Num                | Coureuse           | Pos                |
| 47                 | Tiffany Keep       | AB                 |
| 48                 | Ashleigh Moolman   | 33e                |

| Finlande FIN | Finlande FIN     | Finlande FIN |
| ------------ | ---------------- | ------------ |
| Num          | Coureuse         | Pos          |
| 49           | Anniina Ahtosalo | 37e          |

| Norvège NOR | Norvège NOR       | Norvège NOR |
| ----------- | ----------------- | ----------- |
| Num         | Coureuse          | Pos         |
| 50          | Marte Berg Edseth | 30e         |
| 51          | Ingvild Gåskjenn  | 21e         |

| Colombie COL | Colombie COL | Colombie COL |
| ------------ | ------------ | ------------ |
| Num          | Coureuse     | Pos          |
| 52           | Paula Patiño | 50e          |

| Luxembourg LUX | Luxembourg LUX    | Luxembourg LUX |
| -------------- | ----------------- | -------------- |
| Num            | Coureuse          | Pos            |
| 53             | Christine Majerus | 17e            |

| Ouzbekistan UZB | Ouzbekistan UZB   | Ouzbekistan UZB |
| --------------- | ----------------- | --------------- |
| Num             | Coureuse          | Pos             |
| 54              | Yanina Kuskova    | 51e             |
| 55              | Olga Zabelinskaïa | 70e             |

| Maurice MRI | Maurice MRI                  | Maurice MRI |
| ----------- | ---------------------------- | ----------- |
| Num         | Coureuse                     | Pos         |
| 56          | Kimberley Le Court de Billot | AB          |

| Chili CHI | Chili CHI     | Chili CHI |
| --------- | ------------- | --------- |
| Num       | Coureuse      | Pos       |
| 57        | Catalina Soto | 60e       |

| Chine CHN | Chine CHN | Chine CHN |
| --------- | --------- | --------- |
| Num       | Coureuse  | Pos       |
| 58        | Xin Tang  | AB        |

| Slovénie SLO | Slovénie SLO  | Slovénie SLO |
| ------------ | ------------- | ------------ |
| Num          | Coureuse      | Pos          |
| 59           | Eugenia Bujak | 42e          |
| 60           | Urša Pintar   | 59e          |

| Athlètes individuels neutres AIN | Athlètes individuels neutres AIN | Athlètes individuels neutres AIN |
| -------------------------------- | -------------------------------- | -------------------------------- |
| Num                              | Coureuse                         | Pos                              |
| 61                               | Tamara Dronova                   | 47e                              |
| 62                               | Alena Ivanchenko                 | 72e                              |

| Irlande IRL | Irlande IRL    | Irlande IRL |
| ----------- | -------------- | ----------- |
| Num         | Coureuse       | Pos         |
| 63          | Megan Armitage | 35e         |

| Tchéquie CZE | Tchéquie CZE  | Tchéquie CZE |
| ------------ | ------------- | ------------ |
| Num          | Coureuse      | Pos          |
| 64           | Julia Kopecký | 36e          |

| Hong Kong HKG | Hong Kong HKG | Hong Kong HKG |
| ------------- | ------------- | ------------- |
| Num           | Coureuse      | Pos           |
| 65            | Sze-wing Lee  | 64e           |

| Chypre CYP | Chypre CYP         | Chypre CYP |
| ---------- | ------------------ | ---------- |
| Num        | Coureuse           | Pos        |
| 66         | Ántri Christofórou | 62e        |

| Thaïlande THA | Thaïlande THA    | Thaïlande THA |
| ------------- | ---------------- | ------------- |
| Num           | Coureuse         | Pos           |
| 67            | Phetdarin Somrat | 78e           |

| Brésil BRA | Brésil BRA            | Brésil BRA |
| ---------- | --------------------- | ---------- |
| Num        | Coureuse              | Pos        |
| 68         | Ana Vitória Magalhães | 74e        |

| Ukraine UKR | Ukraine UKR     | Ukraine UKR |
| ----------- | --------------- | ----------- |
| Num         | Coureuse        | Pos         |
| 69          | Julia Biryukova | 67e         |

| Athlètes individuels neutres AIN | Athlètes individuels neutres AIN | Athlètes individuels neutres AIN |
| -------------------------------- | -------------------------------- | -------------------------------- |
| Num                              | Coureuse                         | Pos                              |
| 70                               | Hanna Tserakh                    | 61e                              |

| Suède SWE | Suède SWE          | Suède SWE |
| --------- | ------------------ | --------- |
| Num       | Coureuse           | Pos       |
| 71        | Caroline Andersson | 14e       |

| Corée du Sud KOR | Corée du Sud KOR | Corée du Sud KOR |
| ---------------- | ---------------- | ---------------- |
| Num              | Coureuse         | Pos              |
| 72               | Song Min-ji      | AB               |

| Hongrie HUN | Hongrie HUN | Hongrie HUN |
| ----------- | ----------- | ----------- |
| Num         | Coureuse    | Pos         |
| 73          | Blanka Vas  | 4e          |

| Algérie ALG | Algérie ALG    | Algérie ALG |
| ----------- | -------------- | ----------- |
| Num         | Coureuse       | Pos         |
| 74          | Nesrine Houili | AB          |

| Serbie SRB | Serbie SRB  | Serbie SRB |
| ---------- | ----------- | ---------- |
| Num        | Coureuse    | Pos        |
| 75         | Jelena Erić | 66e        |

| Mexique MEX | Mexique MEX    | Mexique MEX |
| ----------- | -------------- | ----------- |
| Num         | Coureuse       | Pos         |
| 76          | Marcela Prieto | AB          |

| Japon JPN | Japon JPN    | Japon JPN |
| --------- | ------------ | --------- |
| Num       | Coureuse     | Pos       |
| 77        | Eri Yonamine | 26e       |

| Lituanie LTU | Lituanie LTU   | Lituanie LTU |
| ------------ | -------------- | ------------ |
| Num          | Coureuse       | Pos          |
| 78           | Rasa Leleivytė | 20e          |

| Slovaquie SVK | Slovaquie SVK  | Slovaquie SVK |
| ------------- | -------------- | ------------- |
| Num           | Coureuse       | Pos           |
| 79            | Nora Jenčušová | 71e           |

| Viêt Nam VIE | Viêt Nam VIE    | Viêt Nam VIE |
| ------------ | --------------- | ------------ |
| Num          | Coureuse        | Pos          |
| 80           | Nguyễn Thị Thật | 73e          |

| Portugal POR | Portugal POR   | Portugal POR |
| ------------ | -------------- | ------------ |
| Num          | Coureuse       | Pos          |
| 81           | Daniela Campos | 41e          |

| Namibie NAM | Namibie NAM | Namibie NAM |
| ----------- | ----------- | ----------- |
| Num         | Coureuse    | Pos         |
| 82          | Vera Looser | 68e         |

| Lettonie LAT | Lettonie LAT        | Lettonie LAT |
| ------------ | ------------------- | ------------ |
| Num          | Coureuse            | Pos          |
| 83           | Anastasia Carbonari | 69e          |

| Émirats arabes unis UAE | Émirats arabes unis UAE | Émirats arabes unis UAE |
| ----------------------- | ----------------------- | ----------------------- |
| Num                     | Coureuse                | Pos                     |
| 84                      | Safia Al Sayegh         | AB                      |

| Israël ISR | Israël ISR       | Israël ISR |
| ---------- | ---------------- | ---------- |
| Num        | Coureuse         | Pos        |
| 85         | Rotem Gafinovitz | 77e        |

| Costa Rica CRC | Costa Rica CRC | Costa Rica CRC |
| -------------- | -------------- | -------------- |
| Num            | Coureuse       | Pos            |
| 86             | Milagro Mena   | AB             |

| Malaisie MAS | Malaisie MAS             | Malaisie MAS |
| ------------ | ------------------------ | ------------ |
| Num          | Coureuse                 | Pos          |
| 87           | Nur Aisyah Mohamad Zubir | AB           |

| Nigeria NGR | Nigeria NGR           | Nigeria NGR |
| ----------- | --------------------- | ----------- |
| Num         | Coureuse              | Pos         |
| 88          | Ese Lovina Ukpeseraye | AB          |

| Burkina Faso BUR | Burkina Faso BUR | Burkina Faso BUR |
| ---------------- | ---------------- | ---------------- |
| Num              | Coureuse         | Pos              |
| 89               | Awa Bamogo       | AB               |

| Afghanistan AFG | Afghanistan AFG | Afghanistan AFG |
| --------------- | --------------- | --------------- |
| Num             | Coureuse        | Pos             |
| 90              | Fariba Hashimi  | 75e             |
| 91              | Yulduz Hashimi  | AB              |

| Rwanda RWA | Rwanda RWA     | Rwanda RWA |
| ---------- | -------------- | ---------- |
| Num        | Coureuse       | Pos        |
| 92         | Diane Ingabire | AB         |

| Réfugiés EOR | Réfugiés EOR        | Réfugiés EOR |
| ------------ | ------------------- | ------------ |
| Num          | Coureuse            | Pos          |
| 93           | Eyeru Tesfoam Gebru | AB           |

| Autriche AUT | Autriche AUT            | Autriche AUT |
| ------------ | ----------------------- | ------------ |
| Num          | Coureuse                | Pos          |
| 1            | Anna Kiesenhofer        | 52e          |
| 2            | Christina Schweinberger | 28e          |

| Belgique BEL | Belgique BEL          | Belgique BEL |
| ------------ | --------------------- | ------------ |
| Num          | Coureuse              | Pos          |
| 3            | Lotte Kopecky         | 3e           |
| 4            | Justine Ghekiere      | 24e          |
| 5            | Julie Van de Velde    | 53e          |
| 6            | Margot Vanpachtenbeke | 43e          |

| Pays-Bas NED | Pays-Bas NED   | Pays-Bas NED |
| ------------ | -------------- | ------------ |
| Num          | Coureuse       | Pos          |
| 7            | Ellen van Dijk | 58e          |
| 8            | Demi Vollering | 34e          |
| 9            | Marianne Vos   | 2e           |
| 10           | Lorena Wiebes  | 11e          |

| Italie ITA | Italie ITA           | Italie ITA |
| ---------- | -------------------- | ---------- |
| Num        | Coureuse             | Pos        |
| 11         | Elisa Balsamo        | 54e        |
| 12         | Elena Cecchini       | 25e        |
| 13         | Elisa Longo Borghini | 9e         |
| 14         | Silvia Persico       | 55e        |

| Pologne POL | Pologne POL              | Pologne POL |
| ----------- | ------------------------ | ----------- |
| Num         | Coureuse                 | Pos         |
| 15          | Marta Lach               | 10e         |
| 16          | Katarzyna Niewiadoma     | 8e          |
| 17          | Agnieszka Skalniak-Sójka | 45e         |

| France FRA | France FRA          | France FRA |
| ---------- | ------------------- | ---------- |
| Num        | Coureuse            | Pos        |
| 18         | Victoire Berteau    | 27e        |
| 19         | Audrey Cordon-Ragot | 38e        |
| 20         | Juliette Labous     | 46e        |

| Australie AUS | Australie AUS       | Australie AUS |
| ------------- | ------------------- | ------------- |
| Num           | Coureuse            | Pos           |
| 21            | Grace Brown         | 23e           |
| 22            | Lauretta Hanson     | 22e           |
| 23            | Ruby Roseman-Gannon | 39e           |

| Suisse SUI | Suisse SUI     | Suisse SUI |
| ---------- | -------------- | ---------- |
| Num        | Coureuse       | Pos        |
| 24         | Elise Chabbey  | 18e        |
| 25         | Elena Hartmann | 57e        |
| 26         | Noemi Rüegg    | 7e         |
| 27         | Linda Zanetti  | 65e        |

| Grande-Bretagne GBR | Grande-Bretagne GBR | Grande-Bretagne GBR |
| ------------------- | ------------------- | ------------------- |
| Num                 | Coureuse            | Pos                 |
| 28                  | Lizzie Deignan      | 12e                 |
| 29                  | Pfeiffer Georgi     | 5e                  |
| 30                  | Anna Henderson      | 13e                 |

| États-Unis USA | États-Unis USA   | États-Unis USA |
| -------------- | ---------------- | -------------- |
| Num            | Coureuse         | Pos            |
| 32             | Chloé Dygert     | 15e            |
| 33             | Kristen Faulkner | 1re            |

| Espagne ESP | Espagne ESP   | Espagne ESP |
| ----------- | ------------- | ----------- |
| Num         | Coureuse      | Pos         |
| 34          | Mireia Benito | 63e         |
| 35          | Mavi García   | 6e          |

| Allemagne GER | Allemagne GER       | Allemagne GER |
| ------------- | ------------------- | ------------- |
| Num           | Coureuse            | Pos           |
| 36            | Franziska Koch      | 40e           |
| 37            | Liane Lippert       | 16e           |
| 38            | Antonia Niedermaier | 32e           |

| Danemark DEN | Danemark DEN          | Danemark DEN |
| ------------ | --------------------- | ------------ |
| Num          | Coureuse              | Pos          |
| 39           | Emma Norsgaard        | 49e          |
| 40           | Rebecca Koerner       | 76e          |
| 41           | Cecilie Uttrup Ludwig | 29e          |

| Nouvelle-Zélande NZL | Nouvelle-Zélande NZL | Nouvelle-Zélande NZL |
| -------------------- | -------------------- | -------------------- |
| Num                  | Coureuse             | Pos                  |
| 42                   | Kim Cadzow           | 56e                  |
| 43                   | Niamh Fisher-Black   | 31e                  |

| Canada CAN | Canada CAN     | Canada CAN |
| ---------- | -------------- | ---------- |
| Num        | Coureuse       | Pos        |
| 44         | Olivia Baril   | 44e        |
| 45         | Alison Jackson | 19e        |

| Cuba CUB | Cuba CUB       | Cuba CUB |
| -------- | -------------- | -------- |
| Num      | Coureuse       | Pos      |
| 46       | Arlenis Sierra | 48e      |

| Afrique du Sud RSA | Afrique du Sud RSA | Afrique du Sud RSA |
| ------------------ | ------------------ | ------------------ |
| Num                | Coureuse           | Pos                |
| 47                 | Tiffany Keep       | AB                 |
| 48                 | Ashleigh Moolman   | 33e                |

| Finlande FIN | Finlande FIN     | Finlande FIN |
| ------------ | ---------------- | ------------ |
| Num          | Coureuse         | Pos          |
| 49           | Anniina Ahtosalo | 37e          |

| Norvège NOR | Norvège NOR       | Norvège NOR |
| ----------- | ----------------- | ----------- |
| Num         | Coureuse          | Pos         |
| 50          | Marte Berg Edseth | 30e         |
| 51          | Ingvild Gåskjenn  | 21e         |

| Colombie COL | Colombie COL | Colombie COL |
| ------------ | ------------ | ------------ |
| Num          | Coureuse     | Pos          |
| 52           | Paula Patiño | 50e          |

| Luxembourg LUX | Luxembourg LUX    | Luxembourg LUX |
| -------------- | ----------------- | -------------- |
| Num            | Coureuse          | Pos            |
| 53             | Christine Majerus | 17e            |

| Ouzbekistan UZB | Ouzbekistan UZB   | Ouzbekistan UZB |
| --------------- | ----------------- | --------------- |
| Num             | Coureuse          | Pos             |
| 54              | Yanina Kuskova    | 51e             |
| 55              | Olga Zabelinskaïa | 70e             |

| Maurice MRI | Maurice MRI                  | Maurice MRI |
| ----------- | ---------------------------- | ----------- |
| Num         | Coureuse                     | Pos         |
| 56          | Kimberley Le Court de Billot | AB          |

| Chili CHI | Chili CHI     | Chili CHI |
| --------- | ------------- | --------- |
| Num       | Coureuse      | Pos       |
| 57        | Catalina Soto | 60e       |

| Chine CHN | Chine CHN | Chine CHN |
| --------- | --------- | --------- |
| Num       | Coureuse  | Pos       |
| 58        | Xin Tang  | AB        |

| Slovénie SLO | Slovénie SLO  | Slovénie SLO |
| ------------ | ------------- | ------------ |
| Num          | Coureuse      | Pos          |
| 59           | Eugenia Bujak | 42e          |
| 60           | Urša Pintar   | 59e          |

| Athlètes individuels neutres AIN | Athlètes individuels neutres AIN | Athlètes individuels neutres AIN |
| -------------------------------- | -------------------------------- | -------------------------------- |
| Num                              | Coureuse                         | Pos                              |
| 61                               | Tamara Dronova                   | 47e                              |
| 62                               | Alena Ivanchenko                 | 72e                              |

| Irlande IRL | Irlande IRL    | Irlande IRL |
| ----------- | -------------- | ----------- |
| Num         | Coureuse       | Pos         |
| 63          | Megan Armitage | 35e         |

| Tchéquie CZE | Tchéquie CZE  | Tchéquie CZE |
| ------------ | ------------- | ------------ |
| Num          | Coureuse      | Pos          |
| 64           | Julia Kopecký | 36e          |

| Hong Kong HKG | Hong Kong HKG | Hong Kong HKG |
| ------------- | ------------- | ------------- |
| Num           | Coureuse      | Pos           |
| 65            | Sze-wing Lee  | 64e           |

| Chypre CYP | Chypre CYP         | Chypre CYP |
| ---------- | ------------------ | ---------- |
| Num        | Coureuse           | Pos        |
| 66         | Ántri Christofórou | 62e        |

| Thaïlande THA | Thaïlande THA    | Thaïlande THA |
| ------------- | ---------------- | ------------- |
| Num           | Coureuse         | Pos           |
| 67            | Phetdarin Somrat | 78e           |

| Brésil BRA | Brésil BRA            | Brésil BRA |
| ---------- | --------------------- | ---------- |
| Num        | Coureuse              | Pos        |
| 68         | Ana Vitória Magalhães | 74e        |

| Ukraine UKR | Ukraine UKR     | Ukraine UKR |
| ----------- | --------------- | ----------- |
| Num         | Coureuse        | Pos         |
| 69          | Julia Biryukova | 67e         |

| Athlètes individuels neutres AIN | Athlètes individuels neutres AIN | Athlètes individuels neutres AIN |
| -------------------------------- | -------------------------------- | -------------------------------- |
| Num                              | Coureuse                         | Pos                              |
| 70                               | Hanna Tserakh                    | 61e                              |

| Suède SWE | Suède SWE          | Suède SWE |
| --------- | ------------------ | --------- |
| Num       | Coureuse           | Pos       |
| 71        | Caroline Andersson | 14e       |

| Corée du Sud KOR | Corée du Sud KOR | Corée du Sud KOR |
| ---------------- | ---------------- | ---------------- |
| Num              | Coureuse         | Pos              |
| 72               | Song Min-ji      | AB               |

| Hongrie HUN | Hongrie HUN | Hongrie HUN |
| ----------- | ----------- | ----------- |
| Num         | Coureuse    | Pos         |
| 73          | Blanka Vas  | 4e          |

| Algérie ALG | Algérie ALG    | Algérie ALG |
| ----------- | -------------- | ----------- |
| Num         | Coureuse       | Pos         |
| 74          | Nesrine Houili | AB          |

| Serbie SRB | Serbie SRB  | Serbie SRB |
| ---------- | ----------- | ---------- |
| Num        | Coureuse    | Pos        |
| 75         | Jelena Erić | 66e        |

| Mexique MEX | Mexique MEX    | Mexique MEX |
| ----------- | -------------- | ----------- |
| Num         | Coureuse       | Pos         |
| 76          | Marcela Prieto | AB          |

| Japon JPN | Japon JPN    | Japon JPN |
| --------- | ------------ | --------- |
| Num       | Coureuse     | Pos       |
| 77        | Eri Yonamine | 26e       |

| Lituanie LTU | Lituanie LTU   | Lituanie LTU |
| ------------ | -------------- | ------------ |
| Num          | Coureuse       | Pos          |
| 78           | Rasa Leleivytė | 20e          |

| Slovaquie SVK | Slovaquie SVK  | Slovaquie SVK |
| ------------- | -------------- | ------------- |
| Num           | Coureuse       | Pos           |
| 79            | Nora Jenčušová | 71e           |

| Viêt Nam VIE | Viêt Nam VIE    | Viêt Nam VIE |
| ------------ | --------------- | ------------ |
| Num          | Coureuse        | Pos          |
| 80           | Nguyễn Thị Thật | 73e          |

| Portugal POR | Portugal POR   | Portugal POR |
| ------------ | -------------- | ------------ |
| Num          | Coureuse       | Pos          |
| 81           | Daniela Campos | 41e          |

| Namibie NAM | Namibie NAM | Namibie NAM |
| ----------- | ----------- | ----------- |
| Num         | Coureuse    | Pos         |
| 82          | Vera Looser | 68e         |

| Lettonie LAT | Lettonie LAT        | Lettonie LAT |
| ------------ | ------------------- | ------------ |
| Num          | Coureuse            | Pos          |
| 83           | Anastasia Carbonari | 69e          |

| Émirats arabes unis UAE | Émirats arabes unis UAE | Émirats arabes unis UAE |
| ----------------------- | ----------------------- | ----------------------- |
| Num                     | Coureuse                | Pos                     |
| 84                      | Safia Al Sayegh         | AB                      |

| Israël ISR | Israël ISR       | Israël ISR |
| ---------- | ---------------- | ---------- |
| Num        | Coureuse         | Pos        |
| 85         | Rotem Gafinovitz | 77e        |

| Costa Rica CRC | Costa Rica CRC | Costa Rica CRC |
| -------------- | -------------- | -------------- |
| Num            | Coureuse       | Pos            |
| 86             | Milagro Mena   | AB             |

| Malaisie MAS | Malaisie MAS             | Malaisie MAS |
| ------------ | ------------------------ | ------------ |
| Num          | Coureuse                 | Pos          |
| 87           | Nur Aisyah Mohamad Zubir | AB           |

| Nigeria NGR | Nigeria NGR           | Nigeria NGR |
| ----------- | --------------------- | ----------- |
| Num         | Coureuse              | Pos         |
| 88          | Ese Lovina Ukpeseraye | AB          |

| Burkina Faso BUR | Burkina Faso BUR | Burkina Faso BUR |
| ---------------- | ---------------- | ---------------- |
| Num              | Coureuse         | Pos              |
| 89               | Awa Bamogo       | AB               |

| Afghanistan AFG | Afghanistan AFG | Afghanistan AFG |
| --------------- | --------------- | --------------- |
| Num             | Coureuse        | Pos             |
| 90              | Fariba Hashimi  | 75e             |
| 91              | Yulduz Hashimi  | AB              |

| Rwanda RWA | Rwanda RWA     | Rwanda RWA |
| ---------- | -------------- | ---------- |
| Num        | Coureuse       | Pos        |
| 92         | Diane Ingabire | AB         |

| Réfugiés EOR | Réfugiés EOR        | Réfugiés EOR |
| ------------ | ------------------- | ------------ |
| Num          | Coureuse            | Pos          |
| 93           | Eyeru Tesfoam Gebru | AB           |